# 13 (musical)
13 és un musical de música i lletres creades per Jason Robert Brown. És una adaptació del llibre homònim creada per Dan Elish i Robert Horn.
Segueix el pas d'Evan Goldman que va a la petita ciutat d'Indiana, recentment enfrontant el divorci dels seus pares, i s'haurà de preparar per a una vida social complicada en una escola nova.

## Números musicals
- «13 / Becoming a Man» - Evan y niños
- «The Lamest Place in the World» - Patrice
- «Hey Kendra» - Eddie, Malcolm, Brett, Lucy, & Kendra
- «13 (regreso)» - Evan y niños †
- «Get Me What I Need» - Archie y niños
- «Opportunity» - Lucy y las animadoras ‡
- «What It Means to Be a Friend» - Patrice
- «All Hail the Brain» - Evan y niños
- «Terminal Illness» - Evan y Archie
- «All Hail the Brain (regreso)» - Brett, Evan, y niños
- «Getting Ready» - Archie, Evan, Brett, Eddie, Malcolm, Kendra, Lucy, y Patrice
- «Any Minute» - Brett, Kendra, Patrice, y Archie
- «Good Enough» - Patrice §
- «Being a Geek» - Evan, Rabbi, y Rabbis §§
- «Bad Bad News» - Eddie, Malcolm, Simon, y Richie
- «Tell Her» - Evan y Patrice
- «It Can't Be True» - Lucy, Molly, Charlotte, Cassie, Eddie, Malcolm, Simon, y Richie
- «If That's What It Is» - Archie, Patrice, y Evan
- «A Little More Homework» - Evan, Charlotte, y niños
- «Brand New You» - Cassie, Charlotte, Molly, y niños

† «13 (retorn)» està inclòs a la versió MTI però no a la producció original de Broadway.
‡ Opportunity va estar inclosa a l'enregistrament del repartiment original de Broadway, però va ser omès de la producció abans de la nit d'obertura. La cançó originalment va venir després d'una altra cançó omesa Here I come i abans de Bad Bad News. La cançó va ser inclosa en la versió MTI amb lletres noves i un nou lloc a l'espectacle.